# Letitia Roman
Letitia Roman, auch Leticia Roman oder Letícia Román (* 12. August 1941 in Rom, gebürtig Letizia Novarese) ist eine ehemalige italienische Schauspielerin.

## Leben
Die Tochter des Kostümbildners und Drehbuchautors Vittorio Nino Novarese und seiner Ehefrau, einer russisch-portugiesischen Schauspielerin, lebte seit 1959 in Los Angeles. Nach kurzem Schauspielunterricht in der Nachwuchsschule der Twentieth Century Fox debütierte sie in einem Film mit Elvis Presley. Sie spielte danach wichtige Rollen in zwei amerikanischen Abenteuerfilmen.
1961 kehrte sie nach Europa zurück, wo sie in französisch-italienischen Produktionen ihre Karriere fortsetzen konnte. 1962 spielte sie an der Seite von John Saxon die Hauptrolle in Mario Bavas La ragazza che sapeva troppo (Das Mädchen, das zu viel wusste), dem ersten Giallo-Film.
Auch der deutsche Film wurde auf sie aufmerksam, doch während der Dreharbeiten zu Die schwedische Jungfrau musste sie im Herbst 1963 mit Gelbsucht und Verdacht auf eine Leberinfektion in ein Krankenhaus eingeliefert werden.
1964 wählte Produzent Artur Brauner die Blondine als Hauptdarstellerin für seine Filmadaption des Prostituiertenromans  Fanny Hill aus. In dem Karl-May-Film Old Surehand 1. Teil war sie Partnerin von Terence Hill (noch als Mario Girotti). Von der Süddeutschen Zeitung als „hartnäckigste Fehlbesetzung des deutschen Films“ bezeichnet, war Letitia Roman danach nur noch kurze Zeit in einigen amerikanischen Fernsehserien zu sehen.
Roman wandte sich nach ihrer Karriere der Finanzindustrie zu, arbeitete unter dem Namen Letizia Gelles als Maklerin in Beverly Hills und war Präsidentin einer Firma names Trell Corporation.

## Filmografie
- 1960: Café Europa (G.I. Blues)
- 1961: Das Gold der sieben Berge (The Gold of the Seven Saints)
- 1961: Piraten von Tortuga (Pirates of Tortuga)
- 1961: Die schwarzen Reiter von Tula (I lancieri neri)
- 1962: Pontius Pilatus – der Statthalter des Grauens (Ponzio Pilato)
- 1962: La ragazza che sapeva troppo
- 1962: Wiedersehen für eine Nacht (La rimpatriata)
- 1963: Versuchung in Liebe (Un tentativo sentimentale)
- 1964: Schräger Charme und tolle Chancen (La chance et l’amour)
- 1964: Fanny Hill
- 1964: Heirate mich, Chéri
- 1965: Die schwedische Jungfrau
- 1965: Die Herren
- 1965: Das Liebeskarussell
- 1965: An der Donau, wenn der Wein blüht
- 1965: Old Surehand 1. Teil
- 1966: Sechs Pistolen jagen Professor Z (Comando de asesinos)
- 1966: F Troop (Fernsehserie, Episode: La Dolce Courage)
- 1966: Der Mann im grünen Hut (The Spy in the Green Hat)
- 1967: Tennisschläger und Kanonen (I Spy) (Fernsehserie, Episode: Casanova wider Willen)
- 1967: Mannix (Fernsehserie, Episode: Als wäre nichts geschehen)
- 1967: Wettlauf mit dem Tod (Run for Your Life) (Fernsehserie, Episode: Die verlorene Tochter)
- 1967: Big Valley (Fernsehserie, Episode: Das Feuer)
- 1968: The Andy Griffith Show (Fernsehserie, Episode: Mayberry R.F.D.)
- 1968: To Die in Paris (Fernsehfilm)